# イェシカ・フォン・ブレドフ＝ヴァーンドル
イエシカ･フォン･ブレドフ＝ヴァーンドル（英語：Jessica von Bredow-Werndl, 1986年2月16日 - ）は、ドイツのローゼンハイム出身の馬場馬術選手。
2020年東京オリンピック大会にドイツ連邦共和国代表選手2020年東京オリンピックのドイツ選手団として参加した。(他にジェシカ･フォン･ブレドウ＝ヴェルンドル、またはイエシカ･フォンブレドベルントと表記されている、また、英語のアナウンスではJessiジェシーとニックネームで現されている)

## 東京2020オリンピックまでの蹄跡
4歳の時初めての乗馬レッスンを受けその事は生涯にわたる躍動を喚起した。兄弟のベンジャミンは6歳の時、同じように馬術経歴を始めて今日に至っている。 7歳で初めて自分自身へLewitzer種の（馬名）Little girlという馬を両親から与えられた。　　　　　　　Paul Elzenbaumerは初めてのインストラクターで、指導のもと1993年Munich-Riemの競技で優勝している。その後 Stephan Münchが1995年から2007年の12年間インストラクター を勤め E level から グランプリレベルへ競技の技量を高めた。11歳では能力が信じがたく向上し、1998年と1999年には(馬名) Nino the Champに騎乗しヴァーレンドルフで行われたBundeschampionatで決勝に出場している。
14歳でポニーからより大きな馬の競技へ出場し、15歳で(馬名)Nokturnに騎乗しヴァーレンドルフで開催されたPreis der Bestenで上位三位内に選ばれた。
2001年 European Championships選考を逃しているが、翌2002年の夏、イタリアで開催されたEuropian junior riders championにおいて個人決勝で(馬名)Bonitoに騎乗し優勝している。2003年フランスのソミュールで開催されたEuropian young rider championshipsへ(馬名)Duchessに騎乗し出場、スコア75.00％で二位に入り、翌2004年デンマークのVilhelmsborgで開催されたEuropian young rider championshipsの個人決勝で(馬名)Bonitoに騎乗しスコア76.22％で優勝している。BonitoとDuchessこの二頭で6つの金メダルと２つの銀メダルを三年間(2002年から2004年)に獲得し、そのころドイツ国内の競技会の3大会でも優勝した。2006年には馬場馬術の国際グランプリレベルになっていた。兄弟のベンジャミンもこれら競技会に共に出場している。ドイツAbbendorf(Diesdorf)にあるAH  Abbbendorf牧場を経営しトレーナーであるJonny HilberathはMonica Theodorescuなどとドイツの馬場馬術代表チームするコーチでもあるが、兄弟は共にそのチームのアシスタントを務めていた。また、オーストリアの ウィーンにあるthe Spanish riding schoolスペイン乗馬学校 のチーフの一人Andreas Hausberger に教授を受けている。
元競技者で現在は馬場馬術のジャッジをしているスイスの Beatrice Bürchler-Kellerが所有する黒の種馬(馬名)Unee BBが2012年彼女の前に登場し、まず地域トーナメントで著しい成績向上で成功し、そして国際大会でその名を有名にしていった
The Western European League にて4位にランキングされた後、2014 Dressage World Cup Final出場選考された。2014年3月スウェーデンのイェーテボリで行われたThe World Cup Dressage Western European League 2013/2014 qualiferに出場して(馬名)Unee BBに騎乗して優勝した。
同年4月にリヨンで行われた決勝では8位となった。
翌、2015年アメリカ合衆国のラスベガスにて開催されたfollowing World Cup finalsに(馬名)Unee BBに騎乗出場しスコア80.464で3位になり賞金32,200EURを獲得している。同年8月ドイツのアーヘンで開催された2015 European Dressage Championships団体で(馬名)Unee BBに騎乗出場し銅メダルを獲得し、freestyle competition の個人フリースタイルではスコア80.214で8位であった。
その後、2016年スウェーデンのイェーテボリで開催された2016 FEI Dressage World Cupへ (馬名)Unee BBに騎乗出場しスコア80.464で前年同様3位になり賞金32,100EURを獲得した。
その二年後の2018年4月フランスのパリで開催された2018 FEI Dressage World Cupへ(馬名)Unee BBに騎乗出場しスコア83.725で3位になり賞金41250EURを獲得している。

## 東京2020オリンピックとその後の蹄跡
ドイツの馬術統括団体のDeutsche Reiterliche Vereinigungは2021年6月28日イエシカ･フォン･ブレドフ＝ヴァーンドルを2020年東京オリンピック大会への代表選手として補欠選手と共に選出した。オリンピックは初出場だった。
2021年7月27日団体競技において イザベル･ワース とDorothee Schneider共に金メダルを獲得した。.
翌日28日個人フリースタイル競技（馬名）Daleraに騎乗して出場, スコア 91.732% を得て金メダルを獲得した。
2020東京オリンピックも含めてコロナウイルス感染症や馬ヘルペス感染症で大会が延期ないし中止される事が重なったが次の通りの成績を残している。
2022年　ドイツ　ライプチヒ　(馬名)TSF DALERA BBに騎乗出場90.836　一位優勝　60,188.24EUR獲得した。
2023年アメリカ合衆国の　オマハにて (馬名)TSF DALERA BBに騎乗出場90.482一位優勝62500EURを獲得している。
加えて、2023 2023年11月22日メキシコで行われたFEI総会においてFEI Best Atlete Award 2023 を受賞した。
2024年パリオリンピック8月3日ベルサイユ宮殿に特設された会場で開催された馬場馬術団体に出場した。予選で団体として237.546％で一位通過、続いて行われた決勝で団体として235.790％を得て金メダルを獲得した。翌日、4日同会場で(馬名)TSF DALEA BBに騎乗して(この時点でFEIランキング1位)予選グループFに出場して82.065％のスコアを獲得して決勝へ進んだ。続く決勝ではTechnical score82.357、Artistic score97.829となり総合スコア90.093で一位になり個人でも金メダルを獲得した。

## 牧場経営またはトレーナーとして
ドイツのバイエルン州OstermunchenにあるReitanlage Aubenhausenと言う牧場を家族で経営し、馬場馬術向けの馬の調教や乗馬のトレナーをしている。また、馬場馬術向けの馬を販売している。トレーナーとしてトーナメントには同行する。

## 国際大会成果
| 2004 | European Young Rider Championships | Bonito        |         | 2    | Team                 |
| 2004 | European Young Rider Championships | Bonito        |         | 1    | Individual           |
| 2014 | World Cup Final                    | Unee BB       | 77.768% | 7th  |                      |
| 2015 | World Cup Final                    | Unee BB       | 80.464% | 3    |                      |
| 2015 | European Championships             | Unee BB       | 75.200% | 3    | Team                 |
| 2015 | European Championships             | Unee BB       | 74.790% | 8th  | Individual Special   |
| 2015 | European Championships             | Unee BB       | 80.214% | 7th  | Individual Freestyle |
| 2016 | World Cup Final                    | Unee BB       | 80.464% | 3    |                      |
| 2018 | World Cup Final                    | Unee BB       | 83.725% | 3    |                      |
| 2018 | World Equestrian Games             | TSF Dalera BB | 76.677% | 1    | Team                 |
| 2018 | World Equestrian Games             | TSF Dalera BB | 73.875% | 16th | Individual Special   |
| 2019 | European Championships             | TSF Dalera BB | 76.894% | 1    | Team                 |
| 2019 | European Championships             | TSF Dalera BB | 78.541% | 4th  | Individual Special   |
| 2019 | European Championships             | TSF Dalera BB | 89.107% | 3    | Individual Freestyle |
| 2021 | Tokyo 2021 Olympic Games           | Dalera        | 84.666% | 1    | Team                 |
| 2021 | Tokyo 2021 Olympic Games           | Dalera        | 91.732% | 1    | Individual Freestyle |
| 2021 | European Championships             | Dalera        | 84.099% | 1    | Team                 |
| 2021 | European Championships             | Dalera        | 84.271% | 1    | Individual Special   |
| 2021 | European Championships             | Dalera        | 91.021% | 1    | Individual Freestyle |